# 周邦
周邦（?—?），字德友，号松峦。宋朝文学家。
集贤修撰周穜之孫。生卒年不詳。長期在各地擔任幕职。徽宗宣和年間，官迪功郎。好藏书交友，與詩人苏庠、陈序游。著有《政和大理入貢錄》一卷。有子周煇。